# NGC 3678
NGC 3678 (również PGC 35177 lub UGC 6443) – galaktyka spiralna (Sbc), znajdująca się w gwiazdozbiorze Lwa. Odkrył ją John Herschel 13 kwietnia 1831 roku.
W galaktyce tej zaobserwowano supernową SN 2004gr.